# 주권 (영헌왕)
영헌왕 주권(寧獻王 朱權, 1378년 5월 27일 ~ 1448년 10월 12일)은 중국 명나라의 황족 종실 겸 극작가이며 명 태조 홍무제 주원장의 서자이다.
생전에 황족 종실, 군인, 정치인, 녹차 음미 전문가, 고금 연주가, 음악이론가, 음악평론가, 극작가, 낭만주의자, 봉건주의자, 역사가, 희곡이론가, 문학평론가로 활약한 그는 명나라 초기에 명 황실에서는 보기 드문 그야말로 다재다능했던 팔방미남이라 일컬어진 낭만주의자이자 봉건주의자였다.

## 생애
1391년에 부황 홍무제(洪武帝)로부터 영왕(寧王)에 책봉되었다.
이후 홍무제가 붕어하고 이복 조카 건문제(建文帝)가 등극하였다가 정난의 변으로 인하여 건문제가 폐위 축출되고 이복 서형 영락제(永樂帝)가 등극한 이후 1403년 남창왕(南昌王)에 개봉되었다.
이후로는 이복 종증손자 영종(英宗) 재위 시기까지 명나라 황실의 원로로서 예우되었다.
정통 13년(1448)에 훙서하였으니, 시호를 헌(獻)이라 하였다. 장남 주반식(朱盤烒)이 있었으나 아버지보다 일찍 죽었기 때문에, 손자 주전배(朱奠培)가 할아버지의 작위를 이었다.

## 같이 보기
- 천진소보국공 재원 (중국 청나라 시대 황족 종실)